# Plastophorides gigantochloae
Plastophorides gigantochloae är en tvåvingeart som beskrevs av Ronald Henry Lambert Disney 1993. Plastophorides gigantochloae ingår i släktet Plastophorides och familjen puckelflugor. Inga underarter finns listade i Catalogue of Life.